# 22번가역 (스카이트레인)
22번가(영어: 22nd Street)역은 메트로 밴쿠버 스카이트레인도시철도 시스템의 엑스포선에 있는 고가역이다. 캐나다 브리티시컬럼비아 주 뉴웨스트민스터 코노트 하이츠(Connaught Heights) 지역의 7번가와 22번가에 위치하고 있다.  퀸즈버러교가 스튜어드슨 및 마린 웨이스(Marine Ways)와 만나는 퀸즈버러 인터체인지와 가깝기 때문에 이 역은 지역 버스 노선의 허브 역할을 한다.

## 역사
22번가역은 원래 스카이트레인 시스템(현재 엑스포선)의 일부로 1985년에 개통되었다. 오스트리아 건축 회사인 Architektengruppe U-Bahn이 역 설계를 담당했다.
2002년에 밀레니엄선 서비스가 도입되었고, 뉴웨스트민스터의 컬럼비아역을 경유하여 VCC-클라크역(원래는 커머셜 드라이브역)까지 외행 서비스를 제공했다. 이 서비스는 2016년에 중단되었고, 프로덕션 웨이-유니버시티역행 엑스포선 지선으로 대체되었다.
2019년 2월, 역 버스 익스체인지의 업그레이드가 시작되었는데, 이는 과밀화를 줄이기 위해 조명을 강화하고 대기 공간을 넓히는 것을 포함했다. 2019년 4월, 트랜스링크는 버스 익스체인지에 향후 배터리 전기 버스를 위한 충전소를 설치했다. 280만 달러 규모의 업그레이드 공사는 2019년 7월에 완료되었다.

## 열차 운행
- 22번가 버스 루프는 밴쿠버, 서리, 노스 델타, 리치먼드, 랭리를 운행하는 다양한 지역 버스 노선의 종점이다.
- 퀸즈버러 랜딩(Queensborough Landing)과 업타운 뉴웨스트민스터로 가는 지역 연결도 이 역에서 이용할 수 있다.

## 역 정보

### 역 구조
| T | 상대식 승강장, 오른쪽 문이 열림 | 상대식 승강장, 오른쪽 문이 열림                                         |
| T | 1번 승강장 내행                 | ← ■ 엑스포선 워터프런트 방면 (에드먼즈)                                 |
| T | 2번 승강장 행                   | ■ 엑스포선 킹 조지 / 프로덕션 웨이-유니버시티 방면 (뉴웨스트민스터역) → |
| T | 상대식 승강장, 오른쪽 문이 열림 |                                                                         |
| C | 대합실                          | 컴파스 자동발매기, 개집표기                                             |
| S | 거리층                          | 출구, 버스 루프                                                         |

### 입구
22번가역은 서행 단일 입구로 이루어져 있다. 역 건물을 둘러싸고 있는 버스 루프와 함께 입구는 7번가 약간 아래층에 있으며 경사로와 계단을 통해 거리와 연결된다. 서행(내행) 승강장에만 위쪽 에스컬레이터가 제공된다. 두 승강장 모두 엘리베이터를 통해 휠체어로 접근 가능하다.

### 연결 교통
22번가역은 7번가에서 동쪽으로 가는 버스 정류장과 HandyDART 정류장이 있는 오프로드 환승 서비스를 제공한다. 버스 Bay 할당은 다음과 같다:
| 노선 | 목적지                               | Bay | 비고                           |
| ---- | ------------------------------------ | --- | ------------------------------ |
| 100  | 마폴 루프(Marpole Loop)              | 6   |                                |
| 101  | 로히드역(Lougheed Station)           | 5   |                                |
| 104  | 아나시스섬(Annacis Island)           | 3   |                                |
| 128  | 브레이드역(Braid Station)            | 7   | 8번로(8th Avenue) 경유         |
| 155  | 브레이드역(Braid Station)            | 7   | 병원 및 6번로(6th Avenue) 경유 |
| 340  | 스콧데일(Scottsdale)                 | 1   |                                |
| 388  | 카볼스 익스체인지(Carvolth Exchange) | 1   | 혼잡시간 전용                  |
| 410  | 브리그하우스역(Brighouse Station)    | 4   |                                |
| 418  | 킹스우드(Kingswood)                  | 8   | 혼잡시간 전용                  |
| N/A  |                                      | 2   | 전기버스 전용                  |
| N/A  |                                      | 9   | 하차 전용 / HandyDART          |